# Leistungsfaktorkorrekturfilter
Ein Leistungsfaktorkorrekturfilter (englisch Power Factor Correction oder englisch Power Factor Compensation, abgekürzt PFC) ist eine elektrische oder elektronische Schaltung, welche den durch Verzerrungsblindleistung verminderten Leistungsfaktor erhöht, d. h. den Anteil an störenden Oberschwingungen reduziert und so die Netzbelastung verringert.
Einsatzbereiche sind primär im Eingangsbereich nicht linearer elektrische Verbraucher mit nicht sinusförmiger Stromaufnahme wie Schaltnetzteile oder Stromrichter.

## Grundlagen und Funktion

Aktives Oberschwingungsfilter mittels Aufwärtswandler. Er magnetisiert seine Speicherdrossel mit einem vorgegebenen Strom.

Bei nichtlinearen Verbrauchern (das sind hauptsächlich Gleichrichter mit nachfolgender Glättung in Schaltnetzteilen) treten bei sinusförmiger Wechselspannungsversorgung phasenverschobene und nicht sinusförmige (verzerrte) Eingangsströme auf. Diese verzerrte Wellenform lässt sich (per Fourieranalyse) darstellen als eine Summe höherfrequenter Oberschwingungen, die in den Stromversorgungsnetzen und anderen elektrischen Geräten Störungen verursachen können. In Drehstromnetzen können bei ungenügender Filterung der Oberschwingungen unter Umständen unzulässig hohe Strombelastungen auf dem Neutralleiter auftreten, da sich die ungeraden und durch drei teilbaren Oberschwingungen addieren, statt sich wie bei der Grundschwingung am Neutralleiter gegenseitig aufzuheben.
Der Leistungsfaktor sollte möglichst nahe bei 1 liegen. Verzerrte Stromaufnahme mit hohem Crestfaktor kann Verluste verursachen und die Lebensdauer von Betriebsmitteln verringern. Leistungsfaktorkorrekturfilter können je nach Bauart Leistungsfaktoren bis zu etwa 0,98 erreichen.

Auswirkung einer PFC im Stromverlauf (in blau): Oben kein Filter, Mitte passives PFC, unten aktives PFC. In rot ist der sinusförmig eingeprägte Spannungsverlauf dargestellt

Zwei Varianten sind üblich:

### Passive Oberschwingungsfilter
Es werden Drosseln mit großer Induktivität, eventuell verbunden mit Kondensatoren, eingesetzt. Passive Filter erzielen nur eine mäßige Verbesserung. Spezielle Schaltungsvarianten können einzelne, typischerweise stark ausgeprägte Oberschwingungen gut bekämpfen (Valley-Fill-Schaltung). Die Filterwirkung wird dabei durch eine spezielle Verschaltung der Glättungskondensatoren ohne große Filterdrosseln erzielt.

### Aktive Oberschwingungsfilter
Die dafür nötigen aktiven Schaltungen (d. h. Schaltungen mit aktiven Bauelementen) sind aufwändiger, erzielen jedoch bessere Leistungsfaktorkorrekturen. Eine Art Schaltnetzteil bildet den aufgenommenen Strom dem Sinusverlauf der Netzspannung aktiv nach und ist in Phase zur Spannung. Bei der Stromkorrektur wird der tatsächliche, oft nicht ideale Verlauf der Netzspannung nachgefahren. Zentrale Anlagen korrigieren technisch aufwändiger den Spannungsverlauf hin zu einer Sinusform (parallele Kompensation), unabhängig vom Spannungsverlauf.
Aktive PFC-Schaltungen kleiner Verbraucher bestehen aus einem Gleichrichter mit nachgeschaltetem Aufwärtswandler, der einen großen Kondensator auf eine Spannung oberhalb der Scheitelspannung der Netzwechselspannung (typ. 350–400 V) auflädt (auch Zwischenkreisspannung genannt). Aus diesem wird dann der eigentliche Verbraucher (Schaltnetzteil oder z. B. elektronisches Vorschaltgerät von Leuchtstofflampen) versorgt.
Überdies kann eine solche aktive PFC Netzspannungsschwankungen ausgleichen. Oft ist sie so dimensioniert, dass damit ausgerüstete Geräte ohne Umschaltung in Form eines Weitbereichseingangs weltweit an allen üblichen Netzspannungen von typischerweise 100…240 V arbeiten können.
Durch die aktive PFC werden zusätzliche hochfrequente Störungen erzeugt, welche mit einem vorgeschalteten passiven Netzfilter unterdrückt werden.

## Unterschied zur Blindleistungskompensation
Eine Blindleistungskompensation, wie sie mit netzparallelen Kondensatoren erzielt wird, bewirkt lediglich eine örtliche Phasenkorrektur der Stromaufnahme bezüglich der Spannung. Das Ziel, den Wirkfaktor {\displaystyle \cos(\varphi )} auf nahe Eins zu bringen, wird typischerweise bei vielen überwiegend induktiven Verbrauchern erreicht (konventionelle Vorschaltgeräte von Gasentladungslampen, Werkhallen mit vielen Motoren).
Bei nichtlinearen Verbrauchern tritt hingegen Verzerrungsblindleistung auf, die über die Oberschwingungen verteilt ist. Beispiele solcher Verbraucher sind Schaltnetzteile, Gleichrichter und Ladekondensator, Lichtbogenöfen, Thyristorsteller und Dimmer sowie die Gleichspannungserzeugung für Frequenzumrichter.

## Gesetzliche Bestimmungen
Am 1. Januar 2001 trat die EMV-Norm IEC/EN61000 in Kraft, die Vorschriften über das zulässige niederfrequente Störspektrum (Oberwellen) für elektronische Verbraucher ab 75 W festlegt. Näheres siehe Elektromagnetische Verträglichkeit#Gesetzliche Bestimmungen.